# フィリバスター

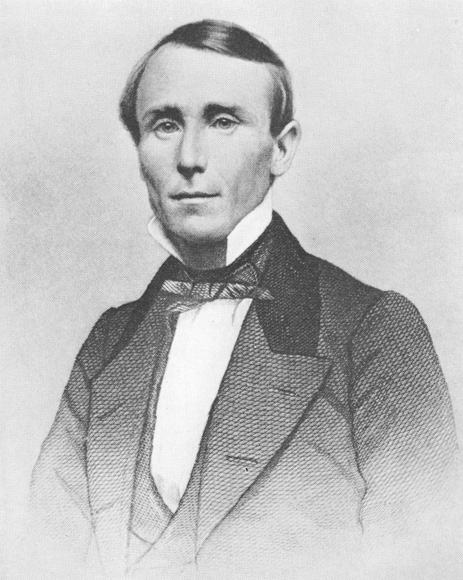
著名なフィリバスターの1人、ウィリアム・ウォーカー

フィリバスター（filibuster [ˈfɪlɪbʌstər, ˈfɪləbʌstər] ( 音声ファイル)）とは、他国で非合法な軍事行為によって、革命、反乱、分離独立などをおこし、政治的、経済的な利益を得ようとする者をいう。具体的には、19世紀のアメリカ合衆国人で、中南米においてそのような行為を働いた人々を指すことが多い。また、フィリバスターによって行われた行為を指すためにも用いられる。

## 語源
フィリバスター（filibuster）は、オランダ語で海賊を意味する単語のひとつ「vrijbuiter」が英語化した表現である。「freebooter」という綴り方もあり、この方が古くから用いられている。
「freebooter」は、16世紀には王室などの私掠免許を得て、敵国船を襲う私掠船を意味していたが、時代が下るにつれて許可を持たない海賊行為一般を指すようになった。
同じ意味では、18世紀頃にはフランス語由来と思われる「flibustier」という綴りかたも登場している。
いっぽう、19世紀半ばからはスペイン語の影響と思われる「filibuster」が使われるようになり、意味内容も、海賊行為から、革命などを扇動する軍事活動家へと変化した。背景には、当時アメリカ合衆国から中南米へ侵入して、軍事行動を起こす事件がたびたび生じたことがある。

## 19世紀アメリカ合衆国の場合
19世紀半ばは、アメリカに領土拡張の機運が高まっていた時代であり、この動きと連動してアングロ・アメリカ人の冒険家が武力を以てカリブ、メキシコ、中米などの地域に侵入して、軍事行動をおこす人々が登場した。
この時代を代表するフィリバスターとしては、ウィリアム・ウォーカー、ナルシソ・ロペス、ジョン・クイットマンの3人が挙げられる。
ウィリアム・ウォーカーは、1853年にメキシコ北部のバハ・カリフォルニア州、ソノラ州に侵入して挙兵し、建国を宣言したが鎮圧された。その後、ニカラグア内戦に赴いて傭兵として戦った。当時ニカラグアは、ニカラグア湖を通るコース（ニカラグア運河）が中米を貫く運河の候補地として有望視されていた。やがて、彼はニカラグアの国軍最高司令官に就任し、1856年には自ら大統領となった。彼は中米の他の地域も支配下に組み込もうとしたが、イギリスの支援を受けたコスタリカを中心とする中米連合軍との戦いの末に敗北、逮捕されて、本国に送還された。1860年にはホンジュラスに上陸し再起を図るが、捕らえられ処刑された。
この他にも、アメリカ合衆国のフィリバスターとしては、ウィリアム・ブラウント（西フロリダ）、アーロン・バー（メキシコ、英領カリブ）、オーガスタス・マギー（テキサス）、ジョージ・マシューズ（東フロリダ）、ジョージ・ロジャース・クラーク（ルイジアナとミシシッピ）、ウィリアム・S・スミス（ベネズエラ）、アイラ・アレン（カナダ）、 ウィリアム・A・チェンラー（キューバ、ベネズエラ）、ジェームズ・ロング（テキサス）などが挙げられる。

## その他
アメリカ合衆国人以外では、スコットランド人のグレガー・マグレガー（フロリダ、中米、南アメリカ）などがフィリバスターとして知られている。イスパノアメリカでは、革命家フランシスコ・デ・ミランダがベネズエラ独立のためのフィリバスター組織を結成した。この中には後にメキシコ合衆国からテキサス共和国が独立した際に暫定大統領となったデービッド・G・バーネットも居た。
これらフィリバスターたちの活動から転じて、後にアメリカ合衆国上院で議事妨害を指す比喩的な表現として「フィリバスター（filibustering）」が用いられるようになった。